# Juan Santiago Garrido
Juan Santiago Garrido Vargas (* 9. Mai 1902 in Valparaíso, Chile; † 23. Januar 1994 in Mexiko-Stadt) war ein chilenischer Musikwissenschaftler und Komponist.

## Leben
Der Bruder des Komponisten Pablo Garrido Vargas hatte als Kind Klavierunterricht bei seiner Mutter. Im Alter von zwölf Jahren komponierte er sein erstes Werk, das Lied Madre, Bendita Palabra. Seit 1932 lebte er in Mexiko.
Hier leitete er sechsunddreißig Jahre lang das Rundfunkprogramm La Hora del Aficionado des Senders XEW-AM. Von 1959 bis 1972 leitete er den Coro Infantil de Televicentro. In der Zeitschrift Novedades veröffentlichte er achtzehn Jahre lang die Kolumne Buenos Días Mis Amigos. Von 1980 bis 1983 produzierte er für das Instituto Mexicano de la Radio das Programm Historia Musical de México.
Sein Buch Historia de la Música Popular en México (1896–1973) erschien im Verlag Editorial Extemporáneos. Garrido komponierte zahlreiche Lieder, darunter Dame un beso, Lágrimas, Pelea de gallos en la Feria de San Marcos, Noche de Luna en Xalapa, El enamorado, Ay Caramba, Hasta el cepillo, Un suspiro, Canitas, El charro und andere. Großen Erfolg hatten Kompositionen wie Pelea de gallos en la Feria de San Marcos und Noche de Luna en Xalapa. Einige Werke entstanden auch in Zusammenarbeit mit anderen Musikern wie Ernesto Cortázar (El corrido villista), José Antonio Zorrilla (Monís) und Manuel Muñoz Farrus.

## Schriften
- ¿Qué onda con la música popular mexicana? Ediciones del Museo Nacional de Culturas Populares, Coyoacán, México 1983, ISBN 968-80063-9-4 (spanisch).